# 박진영 (기자)
박진영(1975년 ~ )은 대한민국의 KBS 보도본부의 기자이다.

## 경력
- KBS 보도본부 기자